# VEB (frein moteur)
Pour les articles homonymes, voir VEB.
Le VEB, pour Volvo Engine Brake (Frein Moteur Volvo) est un système de frein moteur par compression apparu pour la première fois sur le moteur D12A, équipant le camion FH12 et utilisé depuis sur tous les moteurs suivants, de 9 à 16 litres de cylindrée (D16A, D16B, etc.).
Le ralentissement s'effectue au moment où les linguets des soupapes d'échappement prennent appui sur un profil d'arbre-à-cames secondaire, lorsque le frein moteur est activé.
La pression hydraulique de l'huile-moteur est également utilisée, afin d'éliminer le jeu de soupapes supplémentaire, ainsi cette action plaque les linguets contre lobes secondaires et déloge temporairement les soupapes d'échappement, ce qui permet de créer une perte de compression, comme souvent employé par les systèmes similaires de Jacobs, Cummins et Mack.
Cependant, à la différence des systèmes de ces derniers, ceux de Volvo possèdent un lobe de came supplémentaire, donnant ainsi deux ouvertures possibles des soupapes d'échappement, et est conçu pour fonctionner en conjonction avec un frein d'échappement, de sorte que deux des quatre temps du moteur sont utilisés pour élever effet de freinage du moteur : les courses d'échappement et de compression.

## Principe de fonctionnement

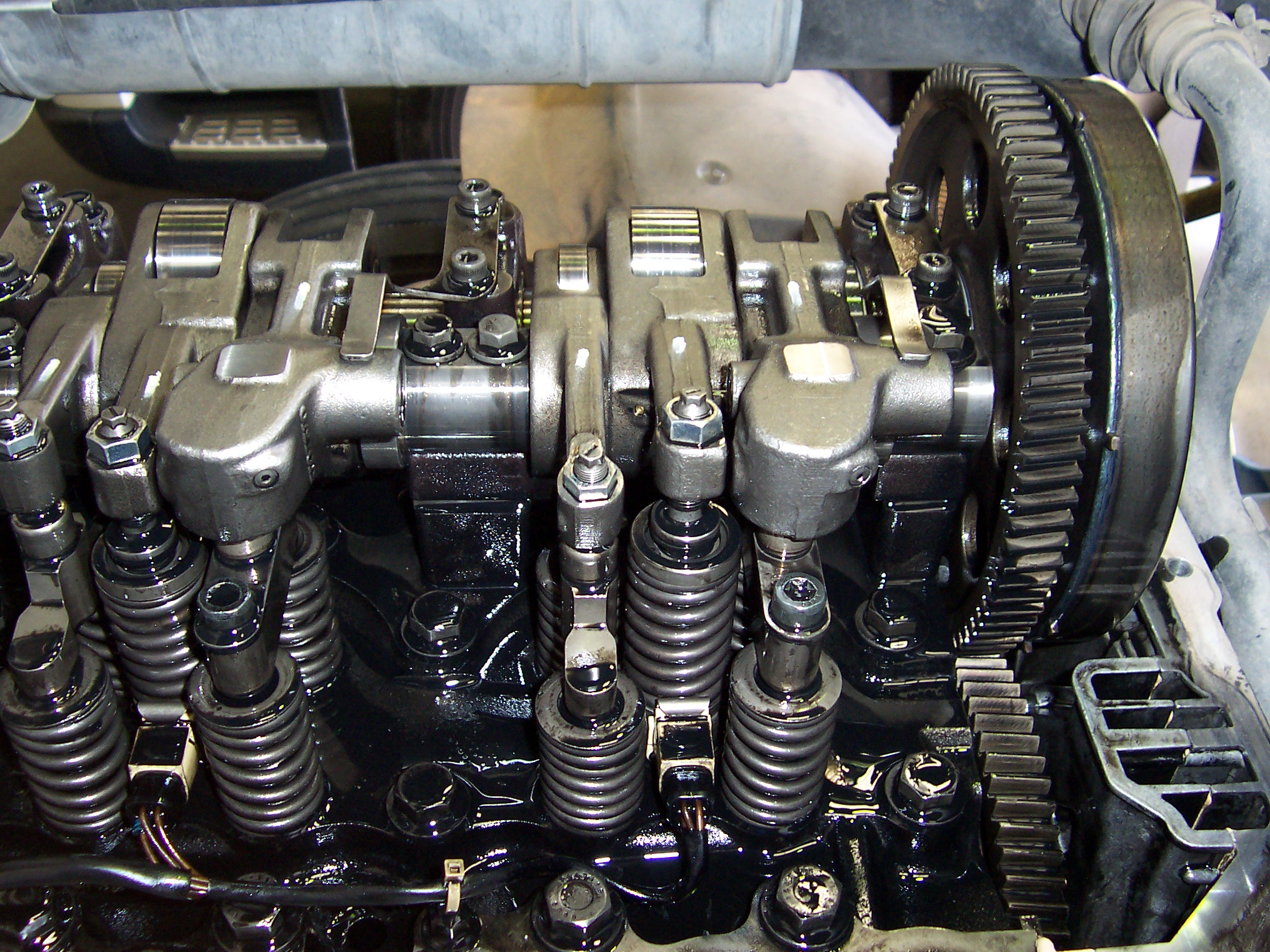
Une vue des basculeurs du VEB

- - La soupape d'échappement est utilisée lorsque le clapet de frein-moteur à l'échappement est en position fermée, ce qui bouche le circuit d'échappement après le turbo et entraine la création d'une contre-pression dans les conduits, ce qui a pour effet de ralentir le véhicule.
  - La phase « compression » du cycle « 4-temps » du moteur est ensuite utilisée pour récupérer la contre-pression présente dans le circuit d'échappement. Au point-mort bas (PMB) du piston, les soupapes d'échappement sont ouvertes brièvement, et la pression élevée dans le collecteur d'échappement est appliquée contre le piston se déplaçant vers le haut de sa course de compression, permettant ainsi un ralentissement encore plus important, et donc l'augmentation de l'effet de freinage du moteur.
  - À la fin de la compression, juste avant que le piston atteigne son point-mort haut (PMH), les soupapes sont ouvertes brièvement, afin de relâcher de la compression et de permettre de ralentir encore une fois le piston lors de sa phase de descente (temps « détente » du cycle « 4-temps »). L'effet de frein moteur en est d'autant-plus amélioré, tout en stockant de la pression dans le collecteur d'échappement, en utilisant à nouveau l'obturateur de frein sur échappement, qui sera donc prêt pour la prochaine répétition du cycle.

### Le«VEB+»
Sur les FH à-partir de 2005, Volvo a installé une version améliorée de son frein-moteur VEB, le « VEB+ », comportant un culbuteur auxiliaire supplémentaire et un quatrième lobe de came par cylindre, afin d'améliorer la qualité du frein-moteur obtenu.